# فیزیانه سفلی
فیزیانه سفلی روستایی در دهستان هندودر بخش سربند شهرستان شازند استان مرکزی ایران است.

## جمعیت
بر پایه سرشماری عمومی نفوس و مسکن در سال ۱۳۹۵ جمعیت این روستا ۱۱۱ نفر (۴۱خانوار) بوده‌است.